# پازماری
پازماری (به ترکی آذربایجانی: Pəzməri) یک منطقهٔ مسکونی در جمهوری آذربایجان است که در شهرستان اردوباد واقع شده‌است. پازماری ۱۵۸ نفر جمعیت دارد.